# Чёково
Чёково — деревня в Гусь-Хрустальном районе Владимирской области России, входит в состав муниципального образования «Посёлок Золотково».

## География
Деревня расположена в 13 км на северо-запад от центра поселения посёлка Золотково и в 22 км на восток от Гусь-Хрустального.

## История
По переписным книгам монастырских и церковных земель Владимирского уезда 1637-47 деревня Чеково значилась за Московским Чудовым монастырем, в деревне было 9 дворов.
В конце XIX — начале XX века деревня входила в состав Заколпской волости Меленковского уезда, с 1926 года — в составе Гусевского уезда. В 1859 году в деревне числилось 50 дворов, в 1905 году — 68 дворов, в 1926 году — 90 дворов.
С 1929 года деревня являлась центром Чековского сельсовета Гусь-Хрустального района, с 1940 года — в составе Борзинского сельсовета, с 1959 года — в составе Нармочевского сельсовета, с 1971 года — в составе Лесниковского сельсовета, с 2005 года — в составе муниципального образования «Посёлок Золотково».

## Население
| 1859 | 1905 | 1926 | 2002 | 2010 | 2021 |
| ---- | ---- | ---- | ---- | ---- | ---- |
| 338  | ↗350 | ↗411 | ↘21  | ↘11  | ↗12  |